# Nilakottai
Nilakottai är en ort i Indien.   Den ligger i distriktet Dindigul och delstaten Tamil Nadu, i den södra delen av landet, 2 100 km söder om huvudstaden New Delhi. Nilakottai ligger 228 meter över havet och antalet invånare är 21 683.
Terrängen runt Nilakottai är platt österut, men västerut är den kuperad. Runt Nilakottai är det tätbefolkat, med 511 invånare per kvadratkilometer. Närmaste större samhälle är Vattalkundu, 10,0 km väster om Nilakottai. Omgivningarna runt Nilakottai är en mosaik av jordbruksmark och naturlig växtlighet.